# Ford V-3000-Serie
Ford V 3000 und Ford B 3000 stehen für Baureihen von Lastkraftwagen der 3-Tonnen-Klasse, die von der deutschen Ford-Werke AG im Werk Köln-Niehl während des Zweiten Weltkrieges gebaut wurden.

## Hintergrund
Seit dem 4. Mai 1931 baute die Ford-Werke Aktiengesellschaft in Köln Nutzfahrzeuge. Nachdem in den USA 1931 ein V8-Motor entwickelt wurde, gelang es einem Team um den Ingenieur Richard Bussien, einen weiterentwickelten Motor zu konstruieren, der nun auf der Autobahn eine Dauerleistung von 75 PS (55 kW) erbrachte. Die weitere Entwicklung der Fahrzeugreihe aus Köln führte 1936 zum V8-51, der als 3-t-Lastkraftwagen bei mit 3,6 l Hubraum 90 PS (66 kW) leistete. Im gleichen Jahr entwickelte Ford das Motor-Austauschsystem, wobei defekte Motoren gegen neue ausgetauscht wurden, was die Standzeiten verringerte, aber große Motorhauben für den Wechsel erforderte. Da in Deutschland Kraftstoffmangel herrschte, wurden bereits 1936 die ersten Fahrzeuge mit Imbert-Holzvergasern produziert. Ab dem Herbst 1937 führte nur noch die US-Produktion das Ford-Logo auf der Fahrzeugfront, bei den Fahrzeugen aus Köln wurde stattdessen eine symbolische Darstellung des Kölner Doms verwendet. Bereits seit dem Sommer 1937 durfte die deutsche Wehrmacht Fahrzeuge bei Ford kaufen.
Der Versuch, die Typenvielfalt der von Wehrmacht und Industrie benötigten Lkw zu reduzieren, führte mit dem 1939 aufgestellten Schell-Plan zur Entscheidung, im Deutschen Reich ab dem 1. Januar 1940 die Lkw-Produktion zu vereinheitlichen. Ziel war es, durch Standardisierung und Vereinfachung kriegswichtige Ressourcen effizienter zu nutzen und durch Vereinheitlichung der Ersatzteile die Versorgung und Instandsetzung vor allem für die Truppe an der Front zu vereinfachen. Ergebnis war der Einheits-Lkw 3 Tonnen, auf den Ford Deutschland die eigene, vom Mutterkonzern vorgegebene Typenpalette entsprechend ausrichten musste.
Auch nach der Kriegserklärung Deutschlands an die USA im Dezember 1941 setzte Ford Deutschland die Produktion unverändert fort, jedoch wurde 1942 der parallel gebaute Typ Ford 77-81 („Barrel-Nose-Truck“) mangels Teilelieferung aus den USA eingestellt.

## Entwicklung

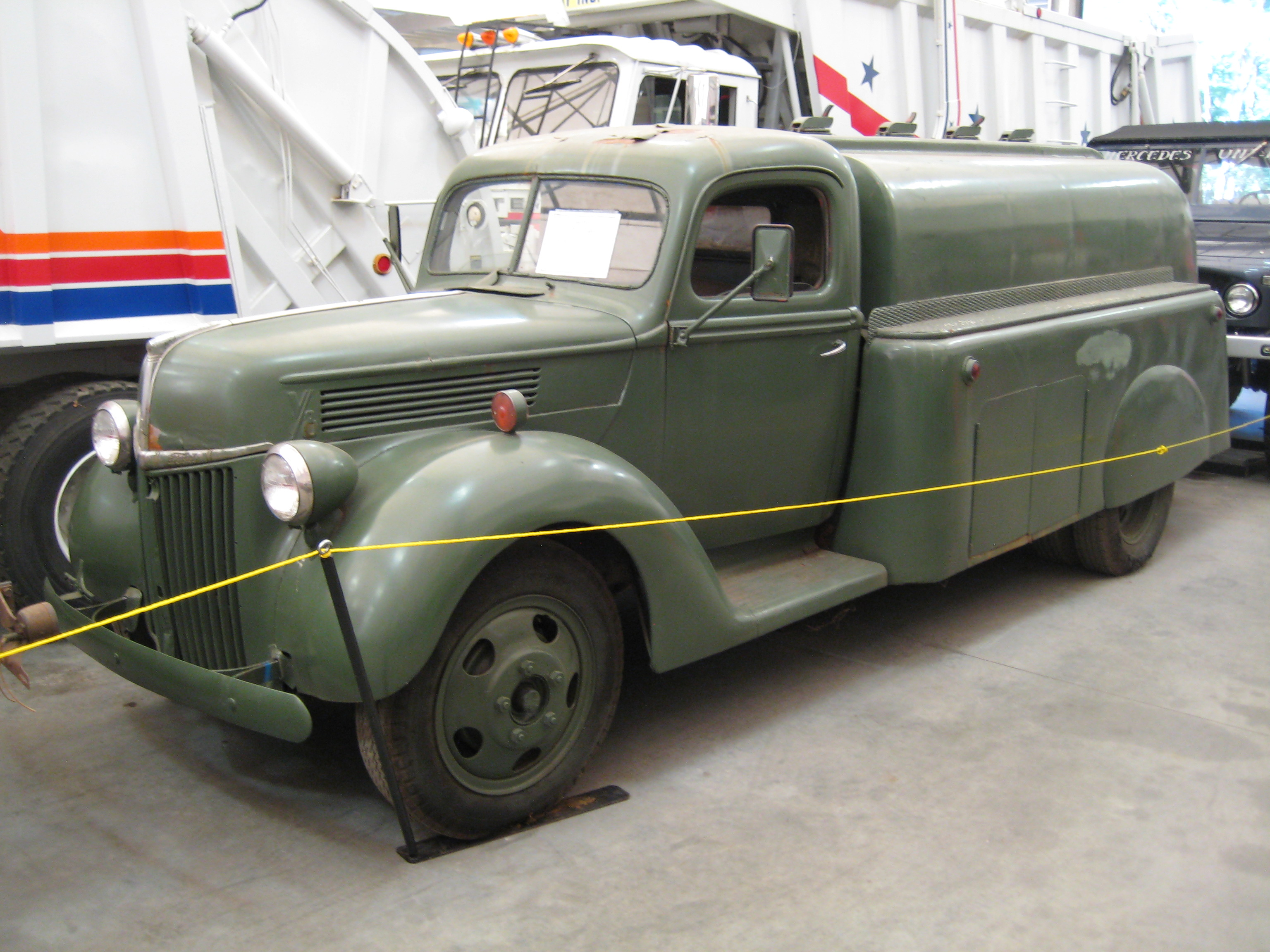
Ford T 098

Ausgangspunkt der Entwicklung waren die 1939er Modelle G987T (50 PS/3,2 l) und G917T (90 PS/3,6 l) sowie das 1941 Modell G997T (95 PS/3,9 l), die bereits bei der Wehrmacht liefen. Ford arbeitete mit einem sprechenden Typenschlüssel, wobei das "G" für Germany (Deutschland) stand, die erste Zahl für das Produktionsjahr (9 = 1939), die zweite Zahl den Motortyp, die dritte Zahl den Radstand und das "T" für Truck (Lastkraftwagen). Diese Fahrzeuge sehen der späteren 3000er Serie ähnlich. Die Lkw Ford V 3000 S, B 3000 S und V 3000 A wurden dann ab 1941 gebaut. Sie basierten auf dem „Facelift“-Modell 1940 des Ford-Mutterkonzerns in Detroit (USA), dem Ford Typ T 098/099 mit V8-Ottomotor (Hubraum 239 Kubikzoll/3,9 Liter; Leistung 95 PS), der auch in den USA eingeführt wurde.
In den USA und Kanada baute Ford ab 1941 die auch als Kastenwagenversion erhältliche Serie Ford Six and Eight mit geringerer Nutzlast.

## Technische Beschreibung

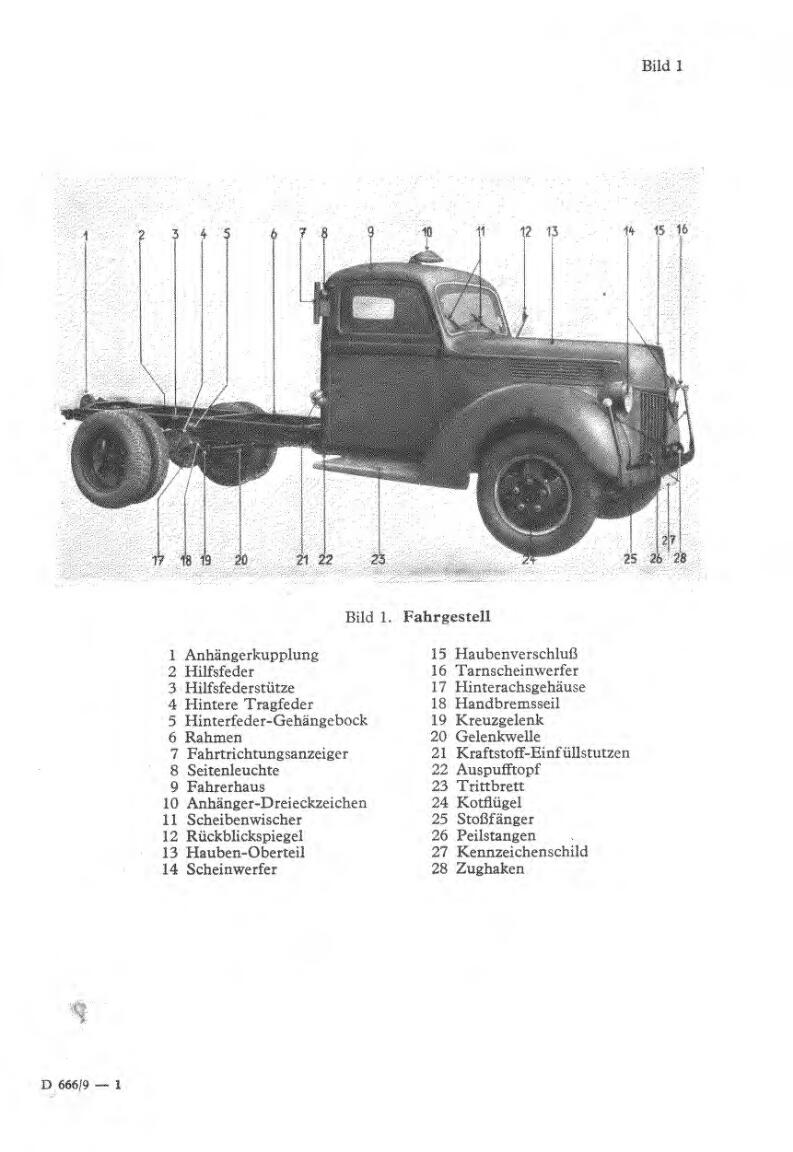
Ford V 3000 S
Abbildung der Baugruppen

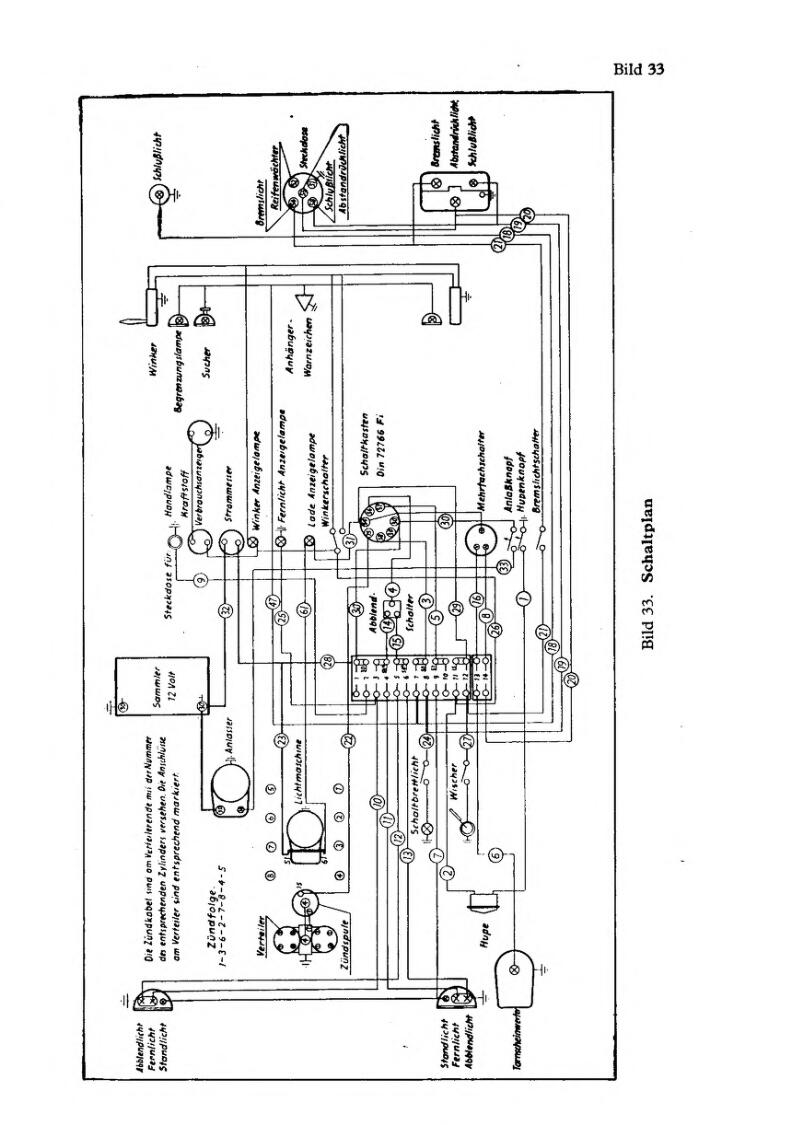
Ford V 3000 S
Schaltplan der Elektrik

Der Ford V 3000 hat ein an der Vorderachse gelenktes, zweiachsiges Fahrgestell mit Hinterachsantrieb. Es gab ihn mit verschiedenen Aufbauten. Das Fahrzeug hat in der Standardausführung einen Achtzylinder-V-Motor mit 3,9 Litern Hubraum, der mit einem Solex Fallstrom-Doppelvergaser vom Typ FFIK bei 3500/min 95 PS (70 kW) leistet. Das Kühlsystem arbeitete mit zwei Wasserpumpen. Das 5-Gang-Getriebe (5 Vorwärts/1 Rückwärts) war über eine Ford-Einscheibenkupplung mit mechanischer Dämpfung und Fliehgewichten mit dem Motor verbunden. Im Geländegang wurden maximal 10 km/h und im 4. Gang des Normalbetriebs maximal 85 km/h erreicht. Sowohl vorne als auch hinten hatte der Wagen Starrachsen mit längsliegenden Blattfedern. Die ATE-Öldruckbremse wirkte direkt auf Bremstrommeln an allen 4 Rädern, die Handbremse über Seilzug nur auf die hinteren Trommeln. Die Reifen hatten vorne und hinten das Maß 190×20. Im Geländegang lag die maximale Steigfähigkeit bei 20° bzw. 37 %. Die Watfähigkeit lag bei 440 mm und der durchschnittliche Kraftstoffverbrauch bei 27 l/100 km.
Einsatzbereit wog die Standardausführung 2540 kg. Bei der maximalen zulässigen Zuladung von 3310 kg betrug das zulässige Gesamtgewicht 5830 kg für den V 3000 S.
Der Standardaufbau war eine Pritsche mit Plane und Spriegel. Die Seitenwände waren so vorbereitet, dass fünf Sitzbretter eingelegt werden konnten.

## Produktion
Ab 1942 wurden in den Ford Werken in Köln-Niehl nur noch Lastkraftwagen gebaut. Das Werk war von den alliierten Luftangriffen auf Köln während des Zweiten Weltkrieges anfangs weniger betroffen, so lief die Fertigung weiter. Erst im Oktober 1944 wurde Werksgelände und das Arbeiterlager zweimal von alliierten Bombern angegriffen. Schäden im Werk und in den Wohngebieten Kölns führten dann zu einer vorübergehenden Stilllegung des Betriebes bis zum 16. November 1944. Da jedoch bereits ab August 1944 eine Verlagerung größerer Produktionsteile ins Rechtsrheinische begonnen hatte, konnte die Fertigung danach wieder aufgenommen werden. Hinzu kamen später beim Einmarsch der US-Streitkräfte Schäden im Werk durch den Einsatz deutscher Artillerie von der rechten Rheinseite. Tatsächlich waren allerdings bis November 1944 fast 80 Prozent der Fertigung in fünf Maschinenparks nahezu vollständig ins Tal der Agger und der Sieg bei Köln verlagert worden. Erst durch den amerikanischen Einmarsch endete die Produktion am 28. Februar 1945. Schon am 4. Mai 1945 nahm Ford unter alliierte Kontrolle wieder die Fertigung auf.

## Varianten
Trotz der möglichst weiten Typenvereinheitlichung baute Ford in dieser Klasse ab 1941 vier unterschiedliche Fahrzeuge.
Karosserie und Aufbauten der Einheits-Lkw wurden bei zunehmender Rohstoffknappheit stetig vereinfacht; so wurden später im Krieg flachere Kotflügel und schließlich die aus Holz gefertigten „Einheits-Fahrerhäuser“ verwendet.

### V 3000 S

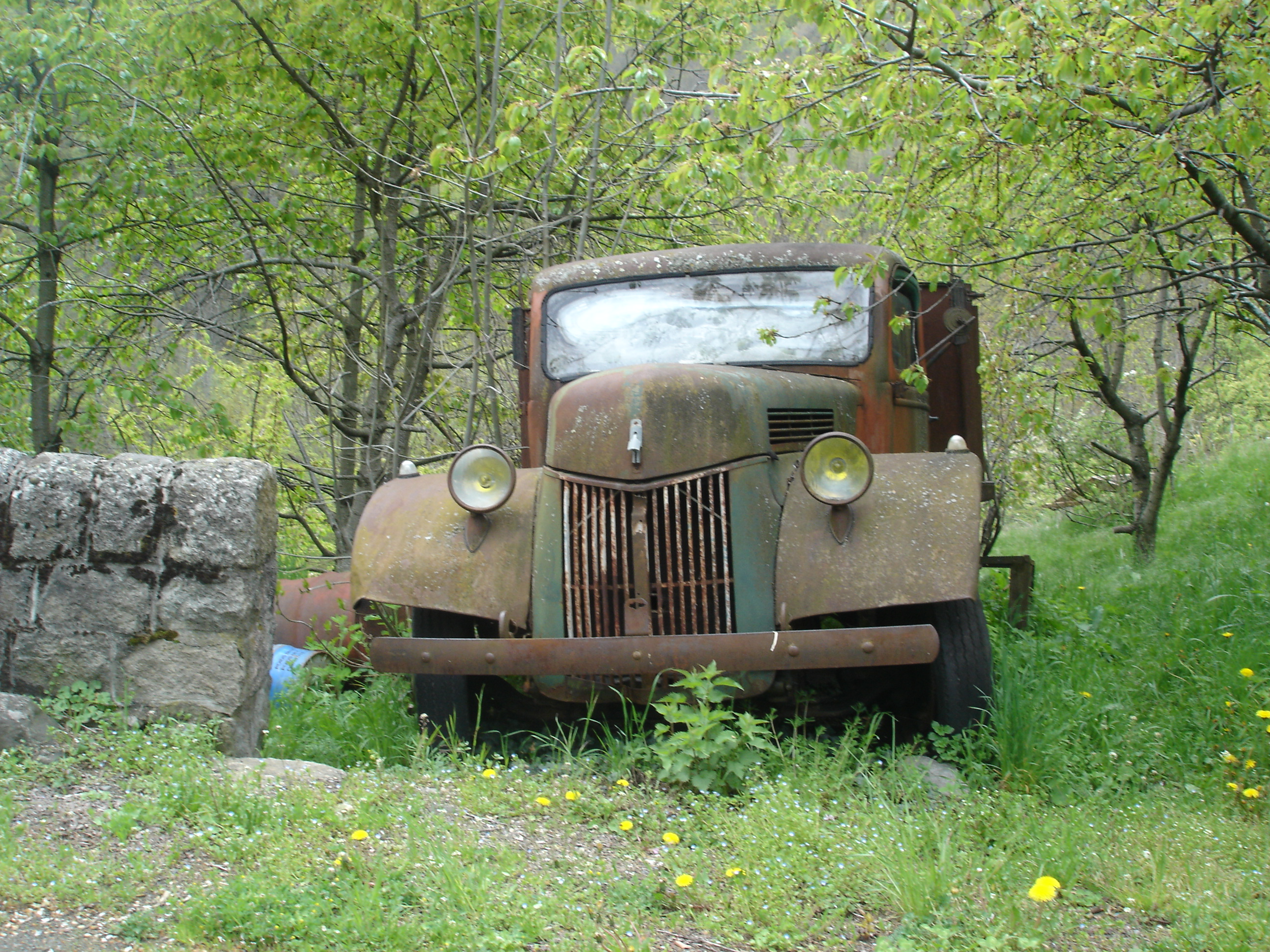
Alter V 3000 in den Pyrenäen

Als Standardmodell wurde ab 1941 der 3-Tonnen-Lkw mit der Bezeichnung V 3000 S gefertigt. Mit der Fordtypenbezeichnung G198TS hatte er einen 3,9-l-V8-Motor mit 95 PS. Der Radstand lag bei 4013 mm. Typisches Erkennungszeichen für den Ford V 3000 S war die vorne wie ein Raubvogelschnabel gewölbte Motorhaube.
Ford arbeitete nach der Einführung an der weiteren Optimierung des Entwurfes. Ein Team um den Ingenieur Richard Bussien entwickelte ein neues Modell, dass ab 1943 gebaut wurde. Das Erscheinungsbild des V 3000 S Bauform G388TS (50 PS/3,2 l) bzw. G398TS (95 PS/3,9 l)änderte sich, da der Kühlergrill höher montiert wurde und eine Karosserieänderung erforderlich wurde. Es zeigte dann in der Folge auch die ersten kriegsbedingten Änderungen zur Materialeinsparung, wie kleinere Scheinwerfer und vereinfachte Kotflügel. Zuletzt wurden zusätzliche senkrechte Lüftungsschlitze in der Motorhaube und dann noch das Metall einsparende Einheitsfahrerhaus eingeführt.
Ersatzteile waren nach der D 666/10 zu bestellen.

### V 3000 S/SS

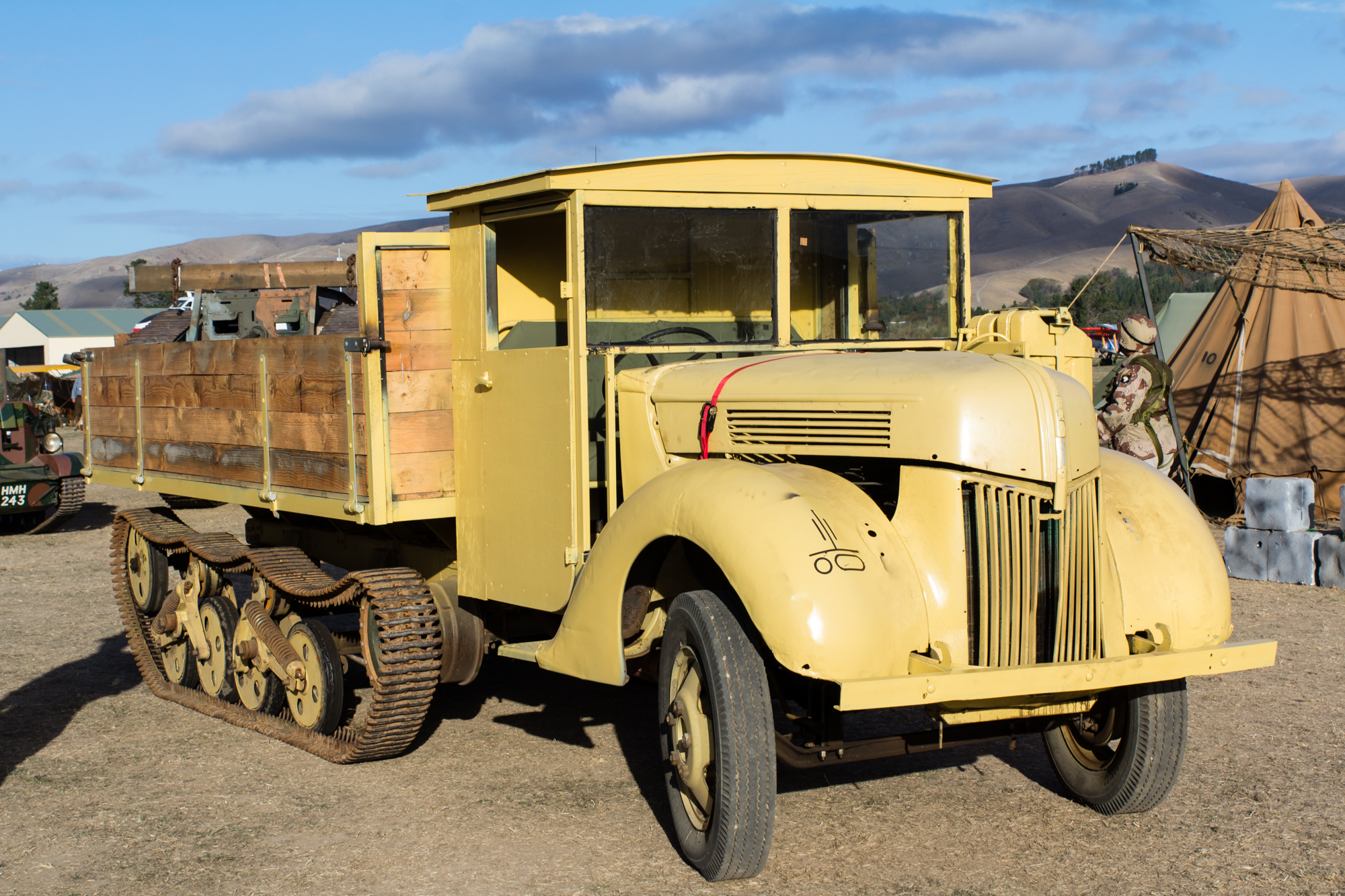
Replica „Maultier“ mit Einheitsführerhaus

Auf Basis des V 3000 S wurde im weiteren Kriegsverlauf ein Halbkettenfahrzeug geschaffen. Zunächst hatte eine Einheit der Waffen-SS im Winter 1941/42 einen Dreitonner-Ford-Lkw behelfsmäßig mit dem Carden-Lloyd-Kettenlaufwerk eines erbeuteten British Universal Carrier (BUC) als hintere Antriebseinheit versehen.
Diese Konstruktion wurde in unterschiedlichen Ausführungen weiter erprobt und verbessert. So entstand auf Basis des Ford V 3000 S auch der Gleisketten-Lkw Ford V 3000 S/SSM „Maultier“ (Sd.Kfz. 3b) der in Serie gefertigt wurde. Auch wenn bei der folgenden Fertigung weitere Firmen, die 3-t-Lastkraftwagen fertigten einbezogen wurden (Daimler, Magirus und Opel) so wurden doch mit 14.000 in Köln und 1.000 im Ford Werk Asnières/Frankreich gefertigten „Maultieren“ die meisten dieser Gleisketten-Lkw von Ford produziert.
Mit dem Kettenlaufwerk verringerte sich die Nutzlast auf 2 Tonnen, doch die Fahrzeuge waren deutlich besser in der Lage Geschütze zu ziehen. Gern wurden diese Fahrzeuge als Flugabwehr-Selbstfahrlafetten genutzt, indem leichte Flakgeschütze auf die Ladefläche gesetzt wurden, auch einige Kofferaufbauten sind montiert worden.

### V 3000 A

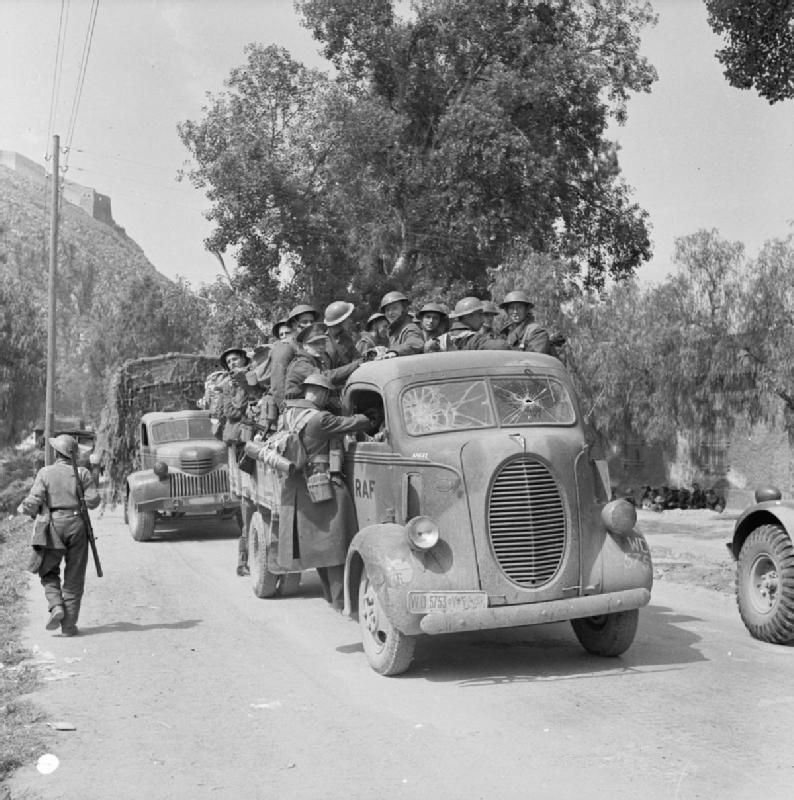
Ford COE Modell 1939/40
Britische Soldaten in Griechenland

Da sich im Verlauf des Krieges auf dem östlichen Kriegsschauplatz herausstellte, dass sich konventionell hinterradgetriebene Lastkraftwagen der Wehrmacht beim Einsatz im Gelände immer wieder festfuhren und mühsam mit Zugmaschinen geborgen werden mussten, forcierte man die Fertigung von Fahrzeugen mit Allradantrieb. Das Modell G198TWA wurde mit einem 3,9-l-V8-Motor in den Jahren 1943 und 1944 produziert. Ford verwendete für diese Fahrzeuge ein Kurzhauberfahrerhaus, das dem der amerikanischen Ford COE der Baujahre 1939–1940 entsprach. Da das W im Typenschlüssel von Ford nicht vorgesehen ist, gibt es in der Literatur die Vermutung, dass es sich um eine Kennzeichnung handelt, die darauf hinweist, dass das Fahrzeug für die Wehrmacht gebaut wurde.
Diese Fahrzeuge waren durch einen größeren Federweg höher gebaut und hatten ein Verteilergetriebe, eine Antriebswelle und einen Achsantrieb für die Vorderräder, ansonsten entsprachen diese Fahrzeuge mechanisch dem S (Standard) - Typ.

### B 3000
Unabhängig von der Produktion für die Wehrmacht bestand weiterhin von ziviler Seite ein Bedarf an Lastkraftwagen. Die Ford Werke wollten existierende Kunden weiterhin mit einem an die Kriegssituation angepassten Modell versorgen. So entstand als zivile Variante des V 3000 S im Jahr 1941, der B 3000, der entweder einen 3,2-l-Vierzylinder-Motor erhielt, der 52 PS (38 kW) leistete und intern unter der Fordbezeichnung G188TD lief, oder als G198TS den größeren 3,9-l-Achtzylindermotor mit 95 PS (70 kW) hatte.
Da jedoch im weiteren Kriegsverlauf Kraftstoff immer schwieriger zu bekommen war, wurde der B 3000 später auch in einer Holzvergaser-Variante, mit der Typenbezeichnung G188TG angeboten.

## Einsatz bei der Wehrmacht
Die 3-Tonnen-Lkw der Kriegsfertigung wurden für die Aufstellung neuer Verbände und als Ersatz für Bestandsfahrzeuge bei Verbänden eingesetzt, die Fahrzeuge durch Kampfhandlungen, technische Totalausfälle oder bei Rückzug verloren hatten.
Die Einheits-Lkw von Ford erwiesen sich als zuverlässig und den Kriegseinsatzbedingungen in Westeuropa gewachsen. Äußerst schwierig war die Verwendung im Ostfeldzug. Das schlecht ausgebaute Straßennetz und vor allem die langen Schlammperioden (Rasputiza) in Frühjahr und Herbst waren jedoch insbesondere für alle nicht allradgetriebenen Fahrzeuge und deren Fahrer eine äußerste Herausforderung.

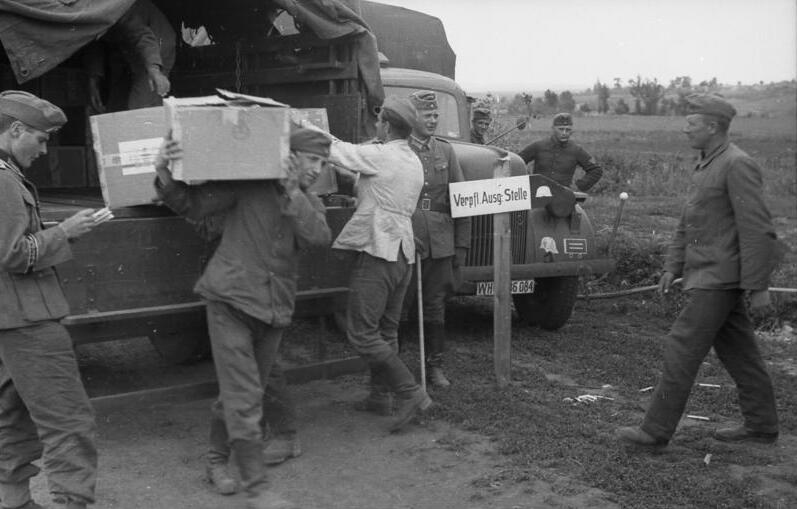
Ford V 3000 S der Division Großdeutschland fährt an einer Verpflegungsausgabestelle in Russland vor

## Ausländische Ford bei der Wehrmacht
In den Commonwealth-Ländern Kanada, Australien und Großbritannien (als WOC1 Light Truck) gab es sogar 3-achsige 6×4- und 6×6-Typen mit Allradantrieb von Marmon-Herrington, anderer Frontscheibe und zum Teil in die Kotflügel integrierten Scheinwerfern. So kam es zu der Situation, dass die Ford-Lkw als „Beutefahrzeuge“ sowohl von den Alliierten als auch von der Wehrmacht verwendet wurden und auch durch passende Ersatzteile versorgt werden konnten.

## Varianten in Bildern

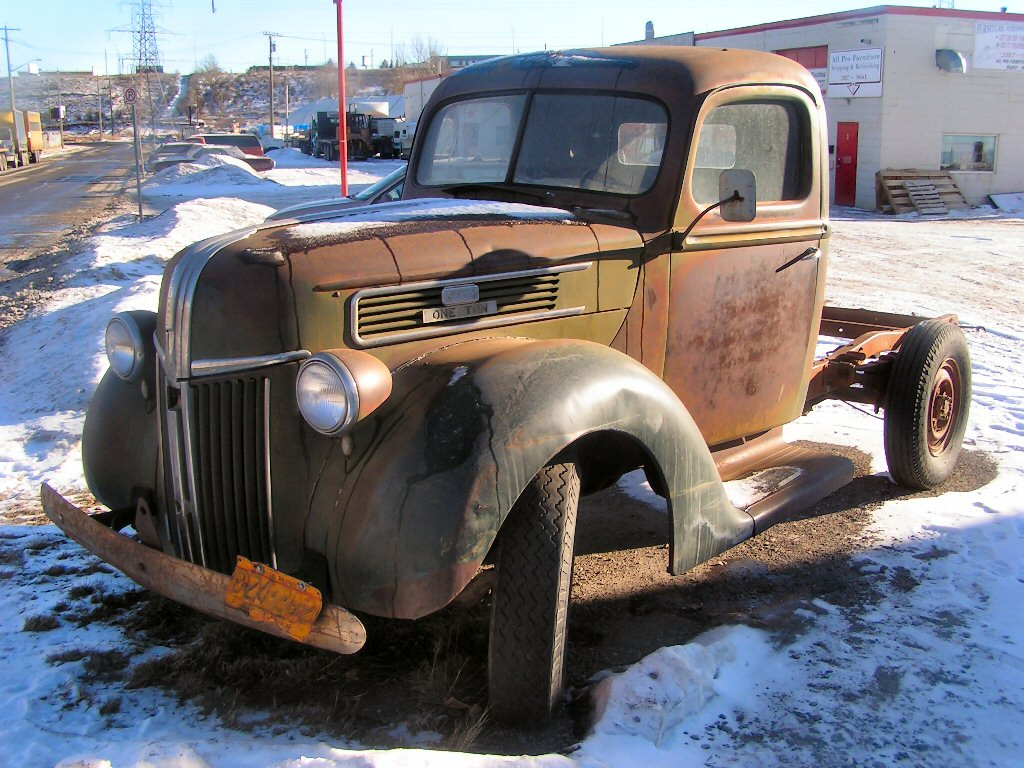
US-Modell 1941
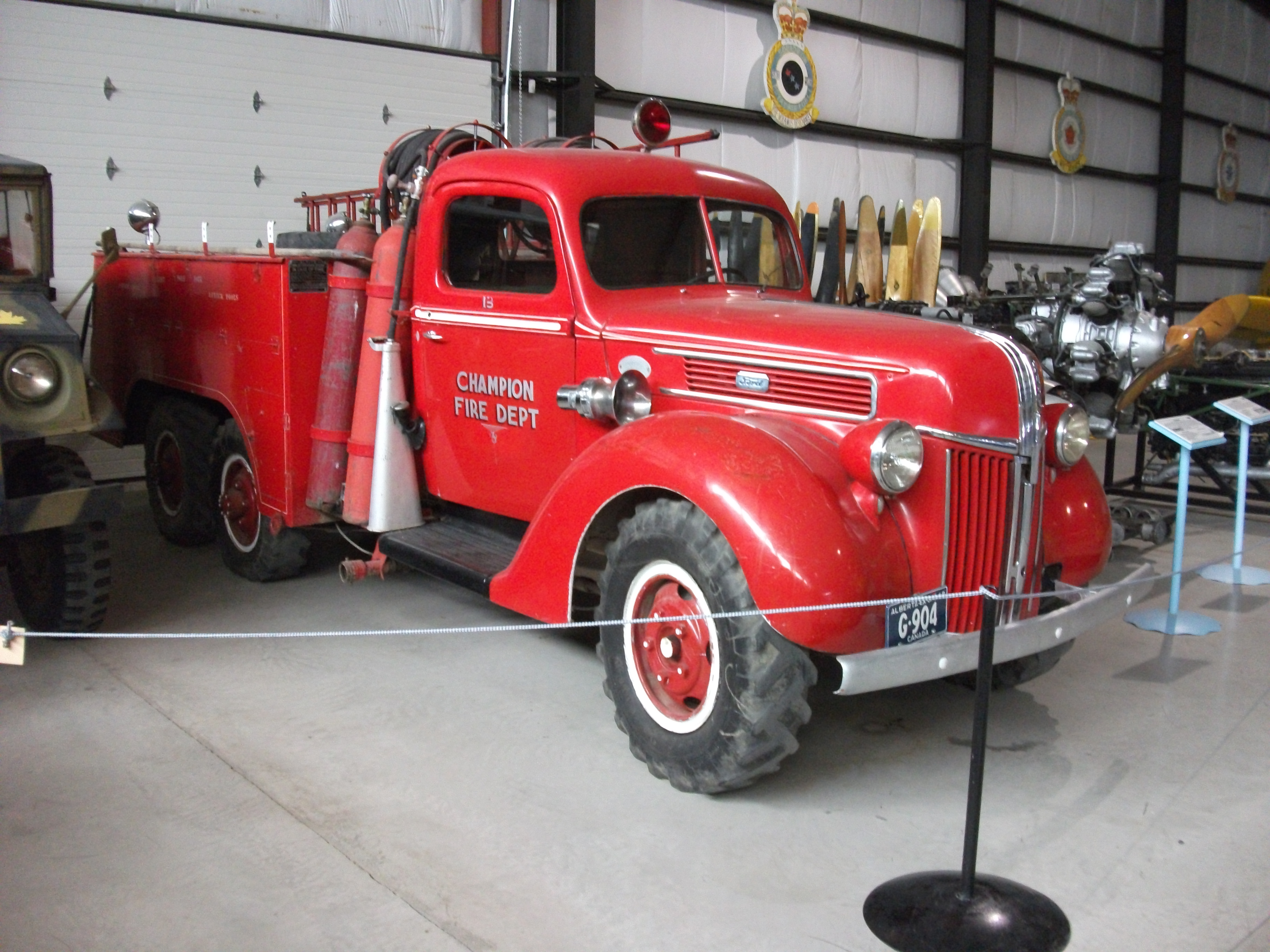
T 098
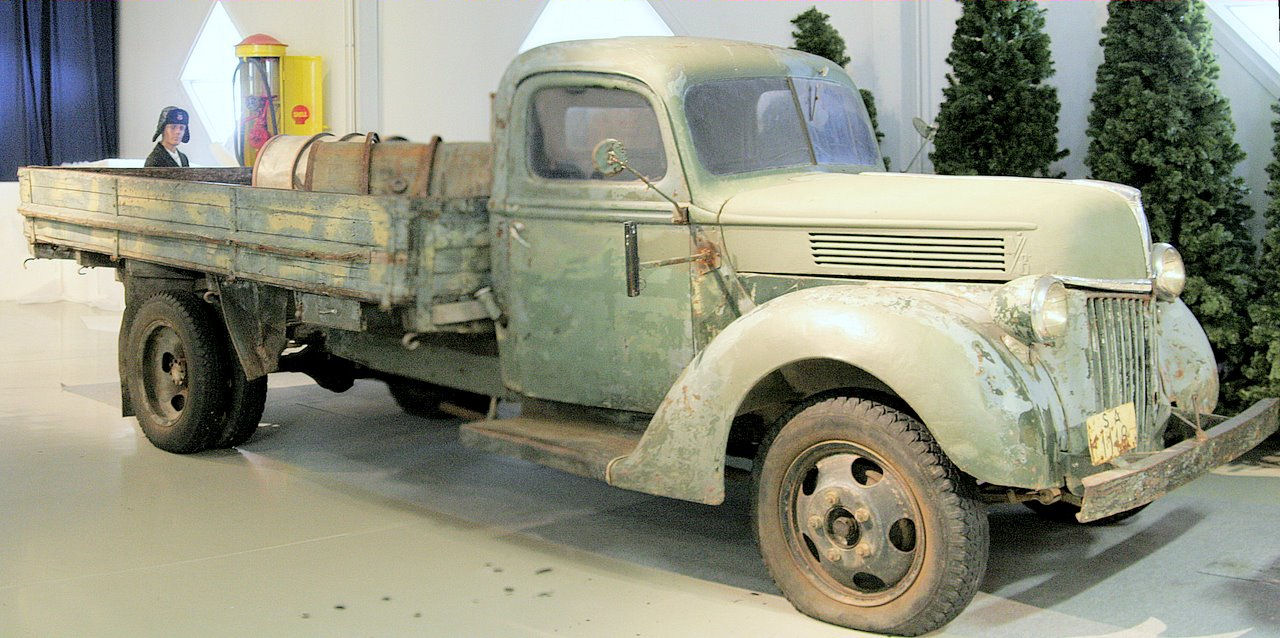
T 099
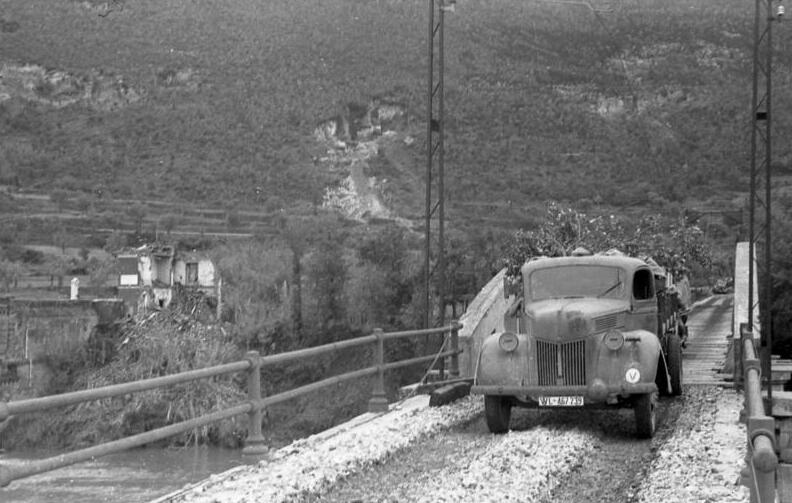
Ford V 3000 S in Italien, 1943

## Museale Rezeption
Ein Fahrzeug des Typs Ford V 3000 S ist im PS-Speicher (Einbeck) ausgestellt.

## Nachkriegszeit/Nachfolgemodelle
Trotz kriegsbedingter Einschränkungen gelang es den deutschen Ford-Werken, bereits am 8. Mai 1945 die Produktion im Kölner Werk wieder anlaufen zu lassen. 1948 lösten der Ford Rhein (mit V8-Motor) als Modell G618TS und der Ford Ruhr (mit Vierzylindermotor) als Modell G388TD die Modellreihe ab.
Die Produktion in den USA, Kanada und Australien wurde kurz nach dem Kriegsende in Deutschland eingestellt, die kleinere Reihe Ford Six and Eight wurde noch bis 1947 fortgesetzt und durch die Ford F-Serie ersetzt.